# Cronistoria dell'Associazione Sportiva Roma
Nella presente pagina è riportata la cronistoria dell'Associazione Sportiva Roma, società calcistica italiana per azioni con sede nella città di Roma.

## Cronistoria
Di seguito la cronistoria della Roma.

### Esplicative
1. ↑  L'edizione 1960-1961 della Coppa delle Fiere viene disputata a cavallo di due diverse stagioni sportive: i turni sino alle semifinali vengono giocati con l'organico della stagione 1960-1961, mentre le finali con l'organico della stagione 1961-1962.
2. ↑  Il prolungarsi dell'edizione 1963-1964 della Coppa Italia spostò la finale all'inizio della stagione successiva, il 6 settembre 1964, facendo sorgere in seno alla FIGC il problema di designare d'ufficio la rappresentante italiana alla Coppa delle Coppe 1964-1965 in vista dell'imminente inizio delle coppe europee. Roma e Torino, finaliste di coppa, risolsero l'impasse accordandosi per l'ammissione a tavolino dei granata in Coppa delle Coppe, in quanto meglio classificati nel campionato di Serie A 1963-1964, e concedendo ai giallorossi il vantaggio di giocare la finale di Coppa Italia in casa all'Olimpico, oltreché un invito per la Coppa delle Fiere 1964-1965 in luogo del già designato Genoa; ciò nonostante, il pareggio 0-0 che ne seguì spinse la Federcalcio a programmare la ripetizione della finale, il successivo 1º novembre, al Comunale di Torino, adducendo motivi di cavalleria dopo la prima gara disputata nel Lazio. Vincendo la ripetizione 1-0, la Roma divenne tra le poche squadre italiane a non disputare la Coppa delle Coppe pur essendo detentrice della coppa nazionale.[2]
3. ↑  Per delibera della Commissione di Appello Federale (CAF) a seguito di Calciopoli, dopo il 5º posto ottenuto sul campo.[3]

### Bibliografiche
1. ↑  Cagnucci, Pelosi, pp. 318-350.
2. ↑   La Roma rinuncia alle Coppe (JPG), in Corriere dello Sport.
3. ↑   Calciopoli, tutte le tappe della giustizia sportiva dal 2006, su sport.sky.it, 23 maggio 2015. URL consultato l'8 aprile 2018 (archiviato dall'url originale il 27 marzo 2018).